# Rhaphium venustum
Rhaphium venustum är en tvåvingeart som beskrevs av Negrobov 1977. Rhaphium venustum ingår i släktet Rhaphium och familjen styltflugor. Inga underarter finns listade i Catalogue of Life.